# Ludvik Filipič
Ludovik Filipič, slovenski pravnik, * 4. oktober 1850, Radoslavci, † 5. julij 1911, Celje.

## Življenje in delo
V matični knjigi župnije Male Nedelje je vpisan kot Ludevit. Rodil se je očetu Mihaelu in materi Mariji. Ljudsko šolo je obiskoval v Cezanjevcih in Ljutomeru, gimnazijo v Varaždinu in Mariboru, kjer je še eno leto študiral teologijo; opustil je študij bogoslovja in odšel v Gradec, kjer je z doktoratom končal pravo in kot odvetniški pripravnik nastopil službo v odvetniški pisarn J. Sernca v Celju. Tu je ostal do smrti kot odvetnik ter se, čeprav zelo tihega značaja, udeleževal drobnega narodnega dela; bil je soustanovitelj »Posojilnice«, pozneje »Ljudske posojilnice« v Celju. Leta 1897 je prevedel in izdal Civilno pravdni red.